# Epijana
Epijana is een geslacht van vlinders van de familie Eupterotidae.

## Soorten
- E. cinerea Holland, 1893
- E. cosima Plötz, 1880
- E. latifasciata Dall'Asta & Poncin, 1980
- E. meridionalis Dall'Asta & Poncin, 1980